# Treviolo
Treviolo (lombardul: Treviöl) település Olaszországban, Lombardia régióban, Bergamo megyében. Lakosainak száma 10 781 fő (2023. január 1.). Treviolo Bergamo, Bonate Sopra, Bonate Sotto, Curno, Dalmine és Lallio községekkel határos.

## Népesség
A település lakossága az elmúlt években az alábbi módon változott:
| Lakosok száma | 10 732 | 10 870 | 10 781 |
|               | 2017   | 2018   | 2023   |